# イーディス・ヘッド
イーディス・ヘッド（Edith Head, 本名: Edith Claire Posener, 1897年10月28日 - 1981年10月24日）は、アメリカで活躍した映画衣裳デザイナー。カリフォルニア州サンバーナーディーノ出身。
1920年代当時、映画全盛期のハリウッド映画において、女優の衣裳はきらびやかに飾り立てた華美なもの、という考えが主流であった。しかし彼女は、映画衣裳の世界に初めてシンプルな美しさとファッションセンスを持ち込んだ。1981年に死去するまで58年間にわたりハリウッドの衣裳デザインの第一人者であり続けた。

## 経歴・エピソード
ドイツ系ユダヤ人。カリフォルニア大学バークレー校とスタンフォード大学の大学院を卒業後、フランス語の教師をしつつ、夜学で美術学校や美術大学に通っていたが、パラマウントの映画衣裳デザイナーの募集を知り退職する。ファッションデザインの経験がないのに、彼女は友人が描いてくれたデザイン画を持って面接へ行き、ようやくパラマウントの衣裳部門に勤めることができるようになる。
駆け出しの頃は、セシル・B・デミル制作の映画作品での衣裳の仕事が多く、当時は「アイデアに困ると、何でも金ピカにしたり鳥の羽を付けるとデミルは喜んだ」という。
大ヒット映画、『ローマの休日』（1953年）のアン王女役の衣裳や、『麗しのサブリナ』（1954年）のサブリナ役の衣裳などは、主演のオードリー・ヘプバーンの可憐さを際立たせ、彼女の女優としてのイメージを決定付けることとなった（サブリナがパリから帰国するシーンから後半はジバンシーが担当）。
アルフレッド・ヒッチコック監督はイーディスのデザインセンスを大いに気に入り、『裏窓』（1954）以降ほとんどの映画作品の衣裳を任せた。クール・ビューティな女優グレース・ケリーのセクシーな魅力を余すところなく引き出すために、彼女はこの仕事に全精力を傾けたという。彼女は、デザイナーとして自分の理想的女優であったグレースを生涯気に入った。
グレースとモナコ公国の大公レーニエ3世との結婚の際には、ウェディングドレスをデザインすることを望んだが、自らがグレースが所属したメトロ・ゴールドウィン・メイヤー（MGM）の所属ではなかったためとりあえずあきらめ、それでも「費用はこちら持ちでいいから、せめて外出着をデザインさせてほしい」と衣裳のデザインを熱望、その希望は叶えられた。グレースが大公とハネムーンに出かける際に、イーディスのデザインしたスーツと長手袋を身に着けているのをニュース映像で見たとき、彼女は喜びの涙にくれたという。
女優のエリザベス・テイラーは、自分のスタイルにずっとコンプレックスを持っていたが、イーディスがデザインしたドレスで、初めてそれを忘れられたとイーディスに感謝した。女優のスタイルの弱点を見事にフォローする手腕が映画界で広く知られるようになり、当時の人気女優らは映画出演の契約の際にイーディスが衣裳担当であることを知るや、是非に「撮影終了後にイーディスがデザインした衣裳をもらえること」を契約条件に加える者も多かった。
後年、映画という媒体を通して自分のデザインが一般の女性に流行として取り入れられていくようになると、「私は流行を作り出したいのではない。ただ、女優たちの美しさを引き出したいだけ」と語った。自分が古いタイプのデザイナーであることも自覚しており、1960年代に大流行したミニスカートが気に入らなかった。ただ一度、脚線の美しい女優ナタリー・ウッドのために短いスカートの衣裳をデザインする。それが最初で最後である。
女優の衣裳だけではなく、『明日に向って撃て!』（1969年）、『スティング』（1973年）、『華麗なるヒコーキ野郎』（1975年）では映画の中の男達に粋なファッションを身にまとわせ、アメリカの古き良き時代のダンディーを表現した。
アカデミー衣裳デザイン賞を8回受賞、ノミネートは35回に及んだ大物スタッフであった。
映画やテレビにわずかではあるが顔出し出演したことがある。『刑事コロンボ』の『偶像のレクイエム』（1973年）では本人役として短いシーンに出演したが、その際に彼女が獲得したオスカーが机の上に飾られていた。

## 主な作品
- わたしは別よ She Done Him Wrong (1933)
- レディ・イヴ The Lady Eve (1941)
- サリヴァンの旅 Sullivan's Travels (1941)
- 深夜の告白 Double Indemnity (1944)
- 汚名 Notorious (1946)
- 女相続人 The Heiress (1949)
- サムソンとデリラ Samson and Delilah (1949)
- 暗黒街の巨頭 The Great Gatsby (1949)
- サンセット大通り Sunset Boulevard (1950)
- イヴの総て All About Eve (1950)
- 旅愁 September Affair (1950)
- 陽のあたる場所 A Place in the Sun (1951)
- 地上最大のショウ The Greatest Show on Earth (1952)
- 黄昏 Carrie (1952)
- 宇宙戦争 The War of the Worlds (1953)
- ローマの休日 Roman Holiday (1953)
- 裏窓 Rear Window (1954)
- ホワイト・クリスマス White Christmas (1954)
- 巨象の道 Elephant Walk (1954)
- 喝采 The Country Girl (1954)
- 麗しのサブリナ Sabrina (1954)
- トコリの橋 The Bridges at Toko-Ri (1955)
- ハリーの災難 The Trouble with Harry (1955)
- バラの刺青  The Rose Tattoo (1956)
- 泥棒成金 To Catch a Thief (1956)
- 知りすぎていた男 The Man Who Knew Too Much (1956)
- 誇りと冒涜 The Proud and Profane (1956)
- 十戒 The Ten Commandments (1956)
- パリの恋人 Funny Face (1958)
- 大海賊 The Buccaneer (1958)
- めまい Vertigo (1958)
- 旅路 Separate Tables (1958)
- 5つの銅貨 The Five Pennies (1959)
- 果てしなき夢 Career (1960)
- 西部に賭ける女 Heller in Pink Tights (1960)
- ペペ Pepe (1960)
- よろめき珍道中 The Facts of Life (1960)
- ポケット一杯の幸福 Pocketful of Miracles (1962)
- 鳥 The Birds (1963)
- 青い目の蝶々さん My Geisha (1963)
- リバティ・バランスを射った男 The Man Who Shot Liberty Valance (1963)
- パリが恋するとき A New Kind of Love (1964)
- マンハッタン物語 Love With a Proper Stranger (1964)
- 何という行き方! What a Way to Go! (1964)
- 禁じられた家 A House Is Not A Home (1965)
- サンセット物語 Inside Daisy Clover (1965)
- いのちの紐 The Slender Thread (1965)
- 引き裂かれたカーテン Torn Curtain (1966)
- オスカー The Oscar (1967)
- 脱走大作戦 The Secret War of Harry Frigg (1968)
- トパーズ Topaz (1969)
- スイート・チャリティ Sweet Charity (1969)
- 明日に向って撃て! Butch Cassidy and the Sundance Kid (1969)
- 大空港 Airport (1971)
- スティング The Sting (1973)
- 華麗なるヒコーキ野郎 The Great Waldo Pepper (1975)
- 王になろうとした男 The Man Who Would Be King (1976)
- ファミリー・プロット Family Plot (1976)
- エアポート'77/バミューダからの脱出 Airport'77 (1977)
- スティーブ・マーティンの 四つ数えろ Dead Men Don't Wear Plaid (1982)

## 受賞歴

### アカデミー賞
受賞
1949年 アカデミー衣裳デザイン賞 (白黒部門):『女相続人』
1950年 アカデミー衣裳デザイン賞 (白黒部門):『イヴの総て』
1950年 アカデミー衣裳デザイン賞 (カラー部門):『サムソンとデリラ』
1951年 アカデミー衣裳デザイン賞 (白黒部門):『陽のあたる場所』
1953年 アカデミー衣裳デザイン賞 (白黒部門):『ローマの休日』
1954年 アカデミー衣裳デザイン賞 (白黒部門):『麗しのサブリナ』
1960年 アカデミー衣裳デザイン賞 (カラー部門):『よろめき珍道中』
1973年 アカデミー衣裳デザイン賞:『スティング』
ノミネート
1948年 アカデミー衣裳デザイン賞 (カラー部門):『皇帝円舞曲』
1952年 アカデミー衣裳デザイン賞 (白黒部門):『黄昏』
1952年 アカデミー衣裳デザイン賞 (カラー部門):『地上最大のショウ』
1955年 アカデミー衣裳デザイン賞 (白黒部門):『バラの刺青』
1955年 アカデミー衣裳デザイン賞 (カラー部門):『泥棒成金』
1956年 アカデミー衣裳デザイン賞 (白黒部門):『誇りと冒涜』
1956年:アカデミー衣裳デザイン賞 (カラー部門):『十戒』
1957年 アカデミー衣裳デザイン賞:『パリの恋人』
1958年 アカデミー衣裳デザイン賞 (カラー部門):『大海賊』
1959年 アカデミー衣裳デザイン賞 (白黒部門):『果てしなき夢』
1959年 アカデミー衣裳デザイン賞 (カラー部門):『5つの銅貨』
1960年 アカデミー衣裳デザイン賞 (白黒部門):『ペペ』
1961年 アカデミー衣裳デザイン賞 (カラー部門):『ポケット一杯の幸福』
1962年 アカデミー衣裳デザイン賞 (白黒部門):『リバティ・バランスを射った男』
1962年 アカデミー衣裳デザイン賞 (カラー部門):『青い目の蝶々さん』
1963年 アカデミー衣裳デザイン賞 (白黒部門):『マンハッタン物語』、『Wives and Lovers』
1963年 アカデミー衣裳デザイン賞 (カラー部門):『パリが恋するとき』
1964年 アカデミー衣裳デザイン賞 (白黒部門):『禁じられた家』
1964年 アカデミー衣裳デザイン賞 (カラー部門):『何という行き方！』
1965年 アカデミー衣裳デザイン賞 (白黒部門):『いのちの紐』
1965年 アカデミー衣裳デザイン賞 (カラー部門):『サンセット物語』
1966年 アカデミー衣裳デザイン賞 (カラー部門):『オスカー』
1969年 アカデミー衣裳デザイン賞:『スイート・チャリティ』
1970年 アカデミー衣裳デザイン賞:『大空港』
1975年 アカデミー衣裳デザイン賞:『王になろうとした男』
1977年 アカデミー衣裳デザイン賞:『エアポート'77/バミューダからの脱出』